# Liberation BOX
『Liberation BOX』は、加藤和樹の7枚目のミニ・アルバムである。

## 概要
- TYPE-A、TYPE-B、TYPE-Cの3種類がある。
- 全国各地でリリースイベントが行われた。

## 収録内容
＜TYPE-A＞

・CD

1. Retaker
2. マシマシLove Call
3. Twenty Flight Rock
4. Shake body!
5. エール
6. 流星の先へ

・DVD

アルバムリード曲『Retaker』MV＋加藤和樹vs青木監督『長回し1カメ映像MV』
＜TYPE-B＞

・CD

1. Retaker
2. マシマシLove Call
3. Twenty Flight Rock
4. Shake body!
5. エール
6. 流星の先へ

・DVD

アルバムリード曲『Retaker』MV＋MV撮影＆ジャケット撮影ドキュメント映像
＜TYPE-C＞

・CD

1. Retaker
2. マシマシLove Call
3. Twenty Flight Rock
4. Shake body!
5. エール
6. 流星の先へ

・Respection (カバーCD)

1. 366日
2. Another Orion
3. さよなら大好きな人
4. ひとりじゃない（Piano ver.）